# Sadoleś
Sadoleś – wieś w Polsce, w województwie mazowieckim, w powiecie węgrowskim, w gminie Sadowne. Ma status sołectwa.
Nazwa wsi pochodzi od gwarowego wyrazu sady: szary, krzywy, kosmaty. 
Pierwsza wzmianka o wsi Sadoleś (w wersji: Sadoles) pochodzi z 1643. W 1793 Sadoleś należał do parafii Sadowne i miał 31 zagród i 473 morgi. W tym też roku zbudowano drogę z Sadolesia do Sadownego. W 1836 mieszkały tu 44 rodziny osadników, kolonistów niemieckich. 
W 1921 na 442 mieszkańców było tu 294 Polaków, 137 Niemców, 10 Żydów i jedna osoba innej narodowości. 
W 1960 wieś zelektryfikowano. Zmeliorowano ziemie bagniste. W 1970 w Sadolesiu wybudowano przestronną murowaną szkołę podstawową, którą w 2001 gmina zlikwidowała.
W latach 1975–1998 miejscowość administracyjnie należała do województwa siedleckiego.
W 2000 Sadoleś zajmował powierzchnię 682 ha, w tym grunty orne 221 ha, łąki 138 ha, pastwiska 198 ha, a lasy i grunty leśne 80 ha.
W Sadolesiu urodził się Stanisław Wycech, major Wojska Polskiego, do 2008 najstarszy polski żyjący weteran I wojny światowej i Bitwy warszawskiej.
Wierni Kościoła rzymskokatolickiego należą do parafii św. Jana Chrzciciela w Sadownem.